# Diabrotica beniensis
Diabrotica beniensis es una especie de insecto coleóptero de la familia Chrysomelidae.
Fue descrita científicamente en 1987 por Krysan & Smith.